# Szent Quadratus
Athéni Quadratus (ógörögül: Κοδράτος) vagy egyházi nevén Szent Quadratus (? – 124/129 után) ókeresztény görög író.

## Élete
Életéről keveset tudunk, elsősorban annyit, hogy Kisázsiában élt, és a 123–124-es vagy 129-es keresztényüldözés után egy apológiát nyújtott át a keresztényüldöző Hadrianus római császárnak. Az Apológia nem maradt fenn, egy részletét idézi csak a 4. századi Kaiszareiai Euszebiosz. Az Apológia részlete Jézus cselekedeteinek tanúiról szól, akik közül az Apológia megírásakor még többen életben voltak.
Egyes kutatók – például R. Harris – más részleteket véltek találni régi homiliákban, a Barlám és Jozafát-regényben, Alexandriai Szent Katalin védőbeszédében és bizánci Jóannész Malalasz világkrónikájában, sokak szerint tévesen. Egyes vélemények szerint az Apológia lehet a Diognétoszhoz írt levél.